# Snooker Shoot-Out 2022
Le Snooker Shoot-Out 2022 est un tournoi de snooker classé comptant pour la saison 2021-2022. L'épreuve se déroule du 20 janvier 2022 au 23 janvier 2022 à la Morningside Arena de Leicester, en Angleterre. Elle est organisée par la WPBSA et parrainée par la société de paris anglaise BetVictor.

## Déroulement

### Contexte avant le tournoi
Le tournoi fait partie de la BetVictor Snooker Series. Le sponsor décernera un bonus de 150 000 £ au joueur qui amassera le plus de points lors des huit tournois sponsorisés par la société BetVictor.
La règle du temps est toujours présente : chaque match dure au maximum 10 minutes, à l'issue desquelles une sirène retentit. Les joueurs disposent de 15 secondes par coup, puis de 10 secondes au bout de 5 minutes de match. Une fois le chronomètre écoulé, le joueur ayant marqué le plus de points s'impose. En cas d'égalité, ils doivent s'affronter en mort subite sur la bille bleue (à la façon des penalties).
Le tenant du titre est Ryan Day, il s'était imposé contre Mark Selby en finale l'an passé.

### Faits marquants
Hossein Vafaei remporte le tournoi et devient le premier joueur iranien à remporter un tournoi classé. Il domine Mark Williams en finale grâce à un break de 71 points, le gallois n'ayant pu jouer d'autre coup que la casse.
Lors de sa demi-finale, Vafaei a bénéficié d'un miscue du chinois Liang Wenbo alors que ce dernier s'apprêtait à joueur la bille noire. Vafaei a pu positionner la bille blanche à sa convenance et effectuer une remontée au score.
L'amateur Daniel Womersley atteint le stade des quarts de finale, tirant partie de son intégration de dernière minute dans le champ de joueurs.
Lors de deux rencontres, les joueurs ont dû se départager par une mort subite sur la bille bleue. Yuan Sijun et Simon Lichtenberg ont remporté ces départages.

## Dotation
La répartition des prix est la suivante :
- Vainqueur : 50 000 £
- Finaliste : 20 000 £
- Demi-finalistes : 8 000 £
- Quart de finalistes : 4 000 £
- 8es de finalistes : 2 000 £
- 16es de finalistes : 1 000 £
- 32es de finalistes : 500 £
- 1er tour : 250 £
- Meilleur break : 5 000 £

Dotation totale : 171 000 £

## Tableau

### 1ertour
20 janvier – Session de l'après-midi
| - Ryan Day 23–50 Jak Jones - Allan Taylor 103–3 Liam Davies - Jimmy Robertson 15–21 Simon Blackwell - Dylan Emery 45–48 Simon Lichtenberg - Lu Ning 27–53 Stan Moody - Ali Carter 81–0 Matthew Stevens - Craig Steadman 44–19 Gerard Greene - Pang Junxu 20–39 Cao Yupeng | - James Cahill 16–64 Jackson Page - Martin Gould 3–49 Nigel Bond - Dominic Dale 32–36 Oliver Lines - Jamie O'Neill 40–46 Liang Wenbo - Gao Yang 64–35 Jamie Wilson - John Astley 14–71 Ian Burns - Haydon Pinhey 33–35 Farakh Ajaib - Chang Bingyu 50–51 Shaun Murphy |

20 janvier – Session du soir
| - Mark Selby 43–38 Li Hang - Paul Deaville 59–50 Chen Zifan - Michael Judge 22–29 Mark Lloyd - Fraser Patrick 6–64 Andrew Higginson - Sunny Akani 24–29 David Gilbert - Ross Bulman 75–1 Martin O'Donnell - Aaron Hill 50–8 Lee Walker - Stuart Carrington 1–59 Mark Williams | - Lyu Haotian 32–89 Dean Young - Ricky Walden 27–54 Zak Surety - Leo Fernandez 38–1 Fergal O'Brien - Ben Woollaston 7–89 Jack Lisowski - Peter Lines 38–33 Joe O'Connor - Lei Peifan 40–22 Alfie Burden - Reanne Evans 1–100 Fan Zhengyi - Rod Lawler 3–52 Elliot Slessor |

21 janvier – Session de l'après-midi
| - Ashley Carty 4–74 Mark Allen - Barry Pinches 55–1 Ross Muir - Iulian Boiko 1–67 Robbie Williams - Tian Pengfei 47–7 Rebecca Kenna - Stuart Bingham 90–0 Mark Davis - Noppon Saengkham 45–69 Daniel Womersley - Mitchell Mann 32–21 Xiao Guodong - Thepchaiya Un-Nooh 33–49 Kuldesh Johal | - Ryan Davies 21–27 Barry Hawkins - Michael Georgiou 93–30 Si Jiahui - Duane Jones 47–39 Xu Si - Mark Joyce 78–61 Yan Bingtao - Zhang Jiankang 17–66 Zhang Anda - Jamie Clarke 38–10 Ben Hancorn - Andrew Pagett 35–17 Liam Graham - Jimmy White 5–56 Sanderson Lam |

21 janvier – Session du soir
| - Luca Brecel 40–20 Joe Perry - Chris Wakelin 37–2 Michael White - Scott Donaldson 24–27 David Lilley - Hossein Vafaei 124–7 Peter Devlin - Yuan Sijun 26*–26 Tom Ford - Billy Joe Castle 61–23 Sean Maddocks - Anthony Hamilton 82–0 Robert Milkins - Jordan Brown 48–20 Jamie Jones | - Mark King 38–24 Graeme Dott - Lukas Kleckers 67–1 Louis Heathcote - Robbie McGuigan 21–64 Liam Highfield - Zhou Yuelong 1–49 Steven Hallworth - Bai Langning 26–32 Ken Doherty - Andy Hicks 23–76 Gary Wilson - Matthew Selt 66–36 Ashley Hugill - Michael Holt 58–27 Zhao Xintong |

### 32esde finale
22 janvier – Session de l'après-midi
| - Barry Hawkins 20–36 Ali Carter - Fan Zhengyi 23–64 Duane Jones - Gary Wilson 33–56 Kuldesh Johal - Liang Wenbo 67–18 Zak Surety - Shaun Murphy 31–55 Ian Burns - Liam Highfield 39–16 Craig Steadman - Mark Joyce 12–20 Jamie Clarke - Michael Georgiou 61–25 Farakh Ajaib | - Mark Lloyd 22–43 Mark Allen - Oliver Lines 11–2 Stan Moody - Zhang Anda 17–29 Matthew Selt - Barry Pinches 36–86 Hossein Vafaei - Simon Blackwell 54–35 Luca Brecel - Paul Deaville 14–40 Jak Jones - Aaron Hill 27–26 Jackson Page - Mark Williams 50–26 Mark King |

22 janvier – Session du soir
| - Elliot Slessor 26–77 Mark Selby - Nigel Bond 29–18 Peter Lines - Lukas Kleckers 12*–12 Tian Pengfei - Dean Young 76–5 Yuan Sijun - Stuart Bingham 42–9 Lei Peifan - Mitchell Mann 38–33 Jordan Brown - Cao Yupeng 26–57 Allan Taylor - Gao Yang 1–53 Steven Hallworth | - Ken Doherty 27–9 David Gilbert - Billy Joe Castle 70–8 Andrew Pagett - Anthony Hamilton 23–43 Chris Wakelin - Leo Fernandez 16–57 Daniel Womersley - Michael Holt 37–30 Simon Lichtenberg - Sanderson Lam 30–5 Ross Bulman - David Lilley 0–32 Andrew Higginson - Jack Lisowski 18–68 Robbie Williams |

### 16esde finale
23 janvier – Session de l'après-midi
| - Jak Jones 22–63 Mark Allen - Ian Burns 17–36 Mitchell Mann - Simon Blackwell 23–29 Andrew Higginson - Aaron Hill 4–89 Mark Williams - Allan Taylor 1–63 Hossein Vafaei - Dean Young 92–1 Michael Holt - Liam Highfield 27–48 Daniel Womersley - Matthew Selt 46–3 Ali Carter | - Oliver Lines 63–47 Stuart Bingham - Duane Jones 22–54 Steven Hallworth - Lukas Kleckers 20–30 Billy Joe Castle - Michael Georgiou 70–15 Kuldesh Johal - Ken Doherty 50–52 Chris Wakelin - Nigel Bond 7–32 Jamie Clarke - Liang Wenbo 37–35 Sanderson Lam - Robbie Williams 57–1 Mark Selby |

### 8esde finale
23 janvier – Session du soir
| - Mark Williams 57–1 Matthew Selt - Oliver Lines 28–56 Liang Wenbo - Jamie Clarke 44–36 Mitchell Mann - Hossein Vafaei 50–17 Michael Georgiou | - Steven Hallworth 21–46 Daniel Womersley - Robbie Williams 39–14 Andrew Higginson - Billy Joe Castle 42–16 Dean Young - Chris Wakelin 6–79 Mark Allen |

### Quarts de finale
23 janvier – Session du soir
| - Jamie Clarke 0–97 Mark Williams - Mark Allen 21–49 Liang Wenbo | - Hossein Vafaei 71–3 Daniel Womersley - Robbie Williams 69–0 Billy Joe Castle |

### Demi-finales
23 janvier – Session du soir
- Mark Williams 124–1  Robbie Williams
- Hossein Vafaei 92–48  Liang Wenbo

### Finale
23 janvier – Session du soir (Arbitre :  Tatiana Woollaston)
- Mark Williams 0–71  Hossein Vafaei

## Centuries
- 123  Hossein Vafaei
- 103  Allan Taylor